# Port Abercrombie
Port Abercrombie ist ein Naturhafen an der Westküste von Great Barrier Island im Norden von Neuseeland.

## Geographie
Der Port Abercrombie besitzt eine Flächenausdehnung von rund 11 km² und hat seinen Eingang vom Cradock Channel aus zwischen den Inseln Okokewa Island im Norden und Motuhaku Island im Südwesten. Der Naturhafen besitzt eine Länge von maximal 5 km und eine maximale Breite von rund 3,7 km. An seiner tiefsten Stelle misst das Gewässer eine Tiefe von 40 m.
Zu den Inseln, die sich im Naturhafen befinden oder ihn begrenzen zählen im Uhrzeigersinn von Nord nach Süd gelistet, Okokewa Island, Rabbit Island, Oyster Island, Wood Island, Kaikoura Island, Nelson Island (Peter Island), Motuhaku Island und zwei kleinere Felseninseln.